# Centre de hockey de Gangneung
Centre de hockey de Gangneung (en coréen : 강릉 아이스하키I 경기장, Gangneung Aiseuhaki I Gyeonggijang) est une aréna située à Gangneung, dans la province de Gangwon, en Corée du Sud. Ce complexe sportif est principalement dédié au hockey sur glace et au hockey sur luge.

## Historique
La construction du Centre de hockey de Gangneung a débuté en juillet 2014 dans le cadre des préparatifs pour les Jeux olympiques d'hiver de 2018 organisés à Pyeongchang. L'objectif était d'accueillir les épreuves de hockey sur glace ainsi que certaines compétitions des Jeux paralympiques d'hiver de 2018. Les travaux se sont achevés en mars 2017, permettant une inauguration officielle avant les Jeux.

## Caractéristiques
Le centre dispose d'une capacité de 10 000 places, ce qui en fait l'une des principales installations sportives de la région. Il est équipé de deux patinoires : une principale pour les compétitions internationales et une secondaire pour l'entraînement. Le coût de construction est estimé à 108 milliards de wons (environ 90 millions de dollars américains).

## Événements majeurs
- Jeux olympiques d'hiver de 2018 : Le Centre de hockey de Gangneung a été le théâtre des matchs de hockey sur glace, notamment le tournoi masculin et les finales[1].
- Jeux paralympiques d'hiver de 2018 : Il a également servi de site pour les compétitions de hockey sur luge[4]. En avril 2017, il a accueilli la Coupe du monde de hockey sur luge comme événement test avant les Jeux paralympiques[5].
- Jeux olympiques de la jeunesse d'hiver de 2024 : Du 19 janvier au 1er février 2024, le centre a accueilli les compétitions de hockey sur glace, notamment le hockey 3 contre 3[6].